# Higgins (Teksas)
Higgins je grad u američkoj saveznoj državi Teksas. Prema popisu stanovništva iz 2010. u njemu je živjelo 397 stanovnika.